# NGC 3620
NGC 3620 é uma galáxia espiral barrada (SBab) localizada na direcção da constelação de Chamaeleon. Possui uma declinação de -76° 13' 02" e uma ascensão recta de 11 horas, 16 minutos e 05,0 segundos.
A galáxia NGC 3620 foi descoberta em 31 de Março de 1837 por John Herschel.